# Bernard Maris
Bernard Maris (23. září 1946 – 7. ledna 2015) byl francouzský ekonom, spisovatel, novinář a pedagog. Narodil se ve městě Toulouse na jihozápadě Francie a studoval na Sciences Po Toulouse. Školu dokončil v roce 1968 a roku 1975 získal doktorát z ekonomiky na Université Toulouse 1. Jako novinář přispíval například do časopisů Marianne, Le Nouvel Observateur a Le Figaro. Rovněž napsal několik románů. Roku 2010 se představil ve filmu Film Socialisme režiséra Jean-Luc Godarda. Byl jedním z akcionářů satirického magazínu Charlie Hebdo a byl zavražděn v lednu 2015 při útoku na redakci tohoto časopisu. Jeho manželkou byla novinářka Sylvie Genevoix, která zemřela v roce 2012.